# Marjolein de Jong (volleybalster)
Marjolein de Jong (Lekkerkerk, 16 mei 1968) is een Nederlands voormalig volleybalspeelster. Ze vertegenwoordigde Nederland in 1992 en 1996 op de Olympische Zomerspelen. Daarnaast maakte ze deel uit van het team dat in 1995 Europees kampioen werd.
Cintha Boersma · Erna Brinkman · Heleen Crielaard · Kirsten Gleis · Aafke Hament · Marjolein de Jong · Vera Koenen · Marrit Leenstra · Irena Machovcak · Linda Moons · Henriëtte Weersing · Sandra Wiegers
Cintha Boersma · Erna Brinkman · Riëtte Fledderus · Jerine Fleurke · Marjolein de Jong · Saskia Kooijmans-van Hintum · Marrit Leenstra · Elles Leferink · Irena Machovcak · Claudia van Thiel · Ingrid Visser · Henriëtte Weersing
Erna Brinkman · Marjolein de Jong · Jolanda Elshof · Riëtte Fledderus · Jerine Fleurke · Petra Groenland · Marrit Leenstra · Elles Leferink · Irena Machovcak · Ingrid Visser · Henriëtte Weersing · Bert Goedkoop (coach)